# Cyclosternum
Cyclosternum es un género de arañas migalomorfas de la familia Theraphosidae. Son originarias del centro y sur de América.

## Especies
Según The World Spider Catalog 11.0:
- Cyclosternum bicolor (Schiapelli & Gerschman, 1945)
- Cyclosternum fasciatum (O. Pickard-Cambridge, 1892)
- Cyclosternum garbei (Mello-Leitão, 1923)
- Cyclosternum gaujoni Simon, 1889
- Cyclosternum janthinum (Simon, 1889)
- Cyclosternum kochi (Ausserer, 1871)
- Cyclosternum macropus (Ausserer, 1875)
- Cyclosternum melloleitaoi Bücherl, Timotheo & Lucas, 1971
- Cyclosternum obscurum Simon, 1891
- Cyclosternum palomeranum West, 2000
- Cyclosternum pentalore (Simon, 1888)
- Cyclosternum rufohirtum (Simon, 1889)
- Cyclosternum schmardae Ausserer, 1871
- Cyclosternum spinopalpus (Schaefer, 1996)
- Cyclosternum viridimonte Valerio, 1982